# Белл-Айл
Белл-Айл (Бель-Иль; англ. Strait of Belle Isle, фр. Détroit de Belle Isle) — пролив на востоке Канады между полуостровом Лабрадор на западе и островом Ньюфаундленд на востоке, соединяет залив Святого Лаврентия с Атлантическим океаном.
Длина пролива — 145 км.
Воды холодного Лабрадорского течения продлевают сохранность ледяного покрова в проливе, ограничивая сезон навигации периодом с июня до конца ноября.